# Onitis alexis
Espèce
Onitis alexis est une espèce d'insectes coléoptères de la super-famille des scarabées.